# Hermann Kauffmann fils
Pour les articles homonymes, voir Kaufmann.
Hermann Kauffmann (né le 27 février 1873 à Munich, mort le 5 septembre 1953 à Fischbachau) est un peintre allemand.

## Biographie

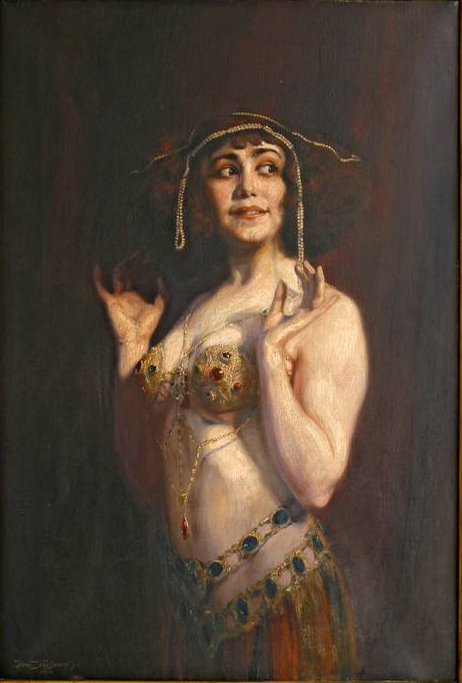
Maria Orska en Salomé, 1911

Nommé en l'honneur de son grand-père, le peintre hambourgeois Hermann Kauffmann, et fils du peintre munichois Hugo Kauffmann et de sa femme Johannette Crecelius, Hermann Kauffmann grandit à Munich avec six frères et sœurs. De 1883 à 1887, il va au lycée Maximilien de Munich (de). De la session d'été 1888 à la session d'hiver 1890-1891, il est inscrit à l'école des arts appliqués, école préliminaire à l'école des beaux-arts, mais continue néanmoins à faire des études privées avec Paul Nauen à Munich. Au début des années 1890, son père lui fait connaître le cercle d'artistes des "Bären und Löwen" à Prien am Chiemsee, dont il devient membre. En 1894-1895, il fait un voyage d'étude en Italie. Il s'installe à Maxvorstadt, où il crée une école de peinture pour femmes. Il séjourne aussi fréquemment à Hambourg, notamment pour des commandes de portraits (dont le maire Gustav Heinrich Kirchenpauer (de), l'industriel Otto Traun), des expositions et en 1918 pour effectuer son service militaire.
Hermann Kauffmann fait des portraits dans un petit format, puis plus tard dans un grand, ainsi que des peintures de motifs et des scènes d'intérieur basées en Bavière. Son travail, y compris des copies de maîtres anciens, est surtout montré à l'occasion des expositions annuelles au Palais des glaces de Munich, à la Grande exposition d'art de Berlin (1905) et à Hambourg, où il est membre de l'association des artistes de Hambourg de 1832 (de).